# Honda Dualnote
Honda Dualnote − sportowy koncept Hondy o napędzie hybrydowym napędzanym centralnie umieszczonym silnikiem  benzynowym 3.5 DOHC VTEC V6 400KM wspomaganym silnikiem elektrycznym umieszczonym między jednostką spalinową a skrzynią biegów. Auto wyposażono także w system odzyskujący energię podczas hamowania. Przy konstrukcji wykorzystano aluminium oraz materiały kompozytowe. W nowoczesnym wnętrzu znajdują się 4 fotele oraz futurystyczna deska rozdzielcza za której sprawą w koncepcie czuje się jak w kabinie statku kosmicznego. W pojeździe zamontowano także czujniki podczerwieni ułatwiające jazdę nocą oraz funkcję rozpoznawania mowy, która sterować można niektórymi funkcjami pojazdu.